# Reduto General Saldanha
O Reduto General Saldanha, também referido como Forte General Saldanha, localiza-se na península do Monte Brasil, na freguesia da Sé, na cidade e concelho de Angra do Heroísmo, na costa sul da ilha Terceira, nos Açores.
Integra o conjunto defensivo da Fortaleza de São João Baptista da Ilha Terceira.

## História
Foi erguido em 1643, no contexto da Guerra da Restauração da independência portuguesa (1640-1668), por iniciativa do então Capitão-general de Mar-e-Terra e Governador das Justiças em todas as ilhas dos Açores, António de Saldanha, para complemento da defesa do conjunto em sua cortina oeste. Sobre esta edificação, e a ação deste capitão quanto à defesa, DRUMMOND regista:
"Representou a Câmara da cidade [de Angra] ao mesmo general António de Saldanha, em 5 de julho [de 1542], para que fortificasse a ilha [Terceira], e não deixasse levar o dinheiro dela para fora, acrescentando à súplica: que el-rei Filipe levara a artilharia, receando-se dos portugueses, pois que desde a Cidade à Praia haviam nesse tempo 300 peças, e atualmente, não existiam mais de 20; que ele general deixasse ficar as munições já embarcadas, para que não viessem os inimigos atacar a ilha com a fama de estar desguarnecida, como se jactavam os holandeses o fariam, com só quatro mil homens. Atendendo então o general a esta mui justa reclamação, deu princípio a um forte da banda do Zimbreiro, debaixo da cortina do muro que estava mais raso com mar, para que melhor ofendesse o inimigo, se por ali intentasse acometer o castelo [de São João Baptista]. E com o produto da nova moeda, em breve tempo levantou um terço, comprando em toda a ilha quantos cavalos lhe pareceram de melhor préstimo, para duas companhias de cavalaria, que levantou, das quais fez capitães António do Canto de Castro, e um nobre fidalgo da casa do mesmo general, cujo nome não disseram os antigos. Visitou todas as fortificações desta ilha, e mandou reparar os fortes mais necessitados, pondo em perfeito estado de defesa todos os pontos susceptíveis de desembarque, abastecendo o castelo de mantimentos para um ano. Na mesma diligência passou à vila de S. Sebastião, onde foi recebido pelas companhias da ordenança com salvas de mosquetaria; jantou ali e no mesmo dia, acompanhado do seu estado maior e da nobreza da vila, desceu à vila da Praia, que o recebeu com régia solenidade, como se praticara em Angra."
Este forte encontra-se, em nossos dias, derruído.